# Parafilaria
Parafilaria ist eine Gattung der Filarien mit fünf Arten. Sie sind Parasiten der Unterhaut bei Wiederkäuern, vor allem bei Rindern, und selten auch bei Pferden. Die von ihnen ausgelöste Erkrankung wird Parafilariose genannt und zeigt sich in spontanen Hautblutungen. Sie ist in Europa, Asien und Afrika verbreitet.

## Merkmale
Parafilaria-Arten zeigen die Merkmale der Filariinae. Der Schwanz ist kürzer als der Körper in Höhe des Anus breit ist. Der Ösophagus ist kurz und ungegliedert. Das linke Spiculum ist röhrenförmig und hat eine einfache Spitze. Am vorderen Ende trägt die Kutikula Buckel, die oft quer verlängert sind. Der Anus der Weibchen liegt am Körperende oder nahe davon. Die Eier sind dünnschalig. Die Kaudalpapillen sind zahlreich und oft von Aufblähungen der Kutikula gestützt.

## Systematik
Das Interim Register of Marine and Nonmarine Genera weist folgende Arten aus:
- Parafilaria antipini Ruchljadev, 1947
- Parafilaria bassoni Ortlepp, 1962
- Parafilaria bovicola Tubangui, 1934
- Parafilaria multipapillosa Condamine & Drouilly, 1878
- Parafilaria sahaii Srivastava & Dutt, 1959